# Истина побеђује
„Истина побеђује” (чеш. Pravda vítězí, слч. Pravda víťazí, лат. Veritas vincit) јесте национална крилатица Чешке Републике. Исписана је на председничкој стандарти, коју чешки устав означава као национални симбол. Била је званична крилатица Чехословачке и налазила се на председничкој стандарти те државе пре њеног распада  1993. године.
Крилатицу је смислио вођа чешког покрета за независност Томаш Гариг Масарик током Првог светског рата. Употребљавана је као контраслоган ратној пропаганди Аустроугарске и Тројне антанте. Верује се да је изведена из изреке Јана Хуса: „Тражите истину, слушајте истину, научите истину, волите истину, говорите истину, чувајте истину и браните истину до смрти”. Та изрека се налази у подножју Споменика Јану Хусу у Прагу. Томаш Масарик, први чехословачки председник, усвојио је скраћену верзију изреке „истина побеђује” као председнички слоган убрзо након стицања независности од Аустроугарске 1918. године.
После 75 година, крилатица је одјекнула с изјавом Вацлава Хавела: „Истина и љубав морају надвладати лажи и мржњу” (чеш. Pravda a láska musí zvítězit nad lží a nenávistí). Од 1990. до 1992. председничка стандарта се користила верзијом слогана на латинском језику „Veritas vincit” на основу лингвистичког компромиса постигнутог између чешких и словачких политичара.
Појам истине има дугу традицију у чешкој политичкој мисли. Јан Хус и Јан Амос Коменски повезивали су истину с теолошким гледиштима, док се у Масариковим етичким концепцијама истина посматрала као супротност лажи. На Хусово уверење се традиционално гледа као на сведочење моралне и духовне, а не физичке и војне снаге. Слоган покрета Повеља 77 био је: „Истина побеђује за оне који живе у истини”.